# شيلا رايد
شيلا رايد (بالإنجليزية: Sheila Reid)‏ هي ممثلة بريطانية، ولدت في 21 ديسمبر 1937 بغلاسكو في المملكة المتحدة.

## وصلات خارجية
- شيلا رايد على موقع IMDb (الإنجليزية)
- شيلا رايد على موقع ميوزك برينز (الإنجليزية)
- شيلا رايد على موقع قاعدة بيانات الفيلم (الإنجليزية)